# Macroramphosus scolopax
Il pesce trombetta (Macroramphosus scolopax) è un pesce di mare della famiglia Centriscidae.

## Distribuzione e habitat
È presente nell'Oceano Atlantico orientale tra il golfo di Guascogna ed il Sudafrica, nel mar Mediterraneo e nell'Atlantico orientale, in acque temperate calde o subtropicali. Alcune segnalazioni dalla Somalia non sono confermate.

È un caratteristico abitatore del piano circalitorale e si rinviene tra 50 e 500 m di profondità, di solito tra 100 e 250, su fondi prevalentemente fangosi o a coralligeno, spesso associato al pesce cinghiale.

## Descrizione

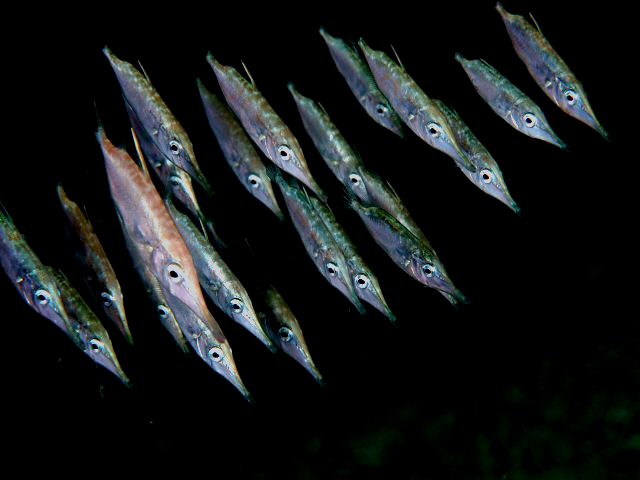
Esemplari nel loro ambiente naturale

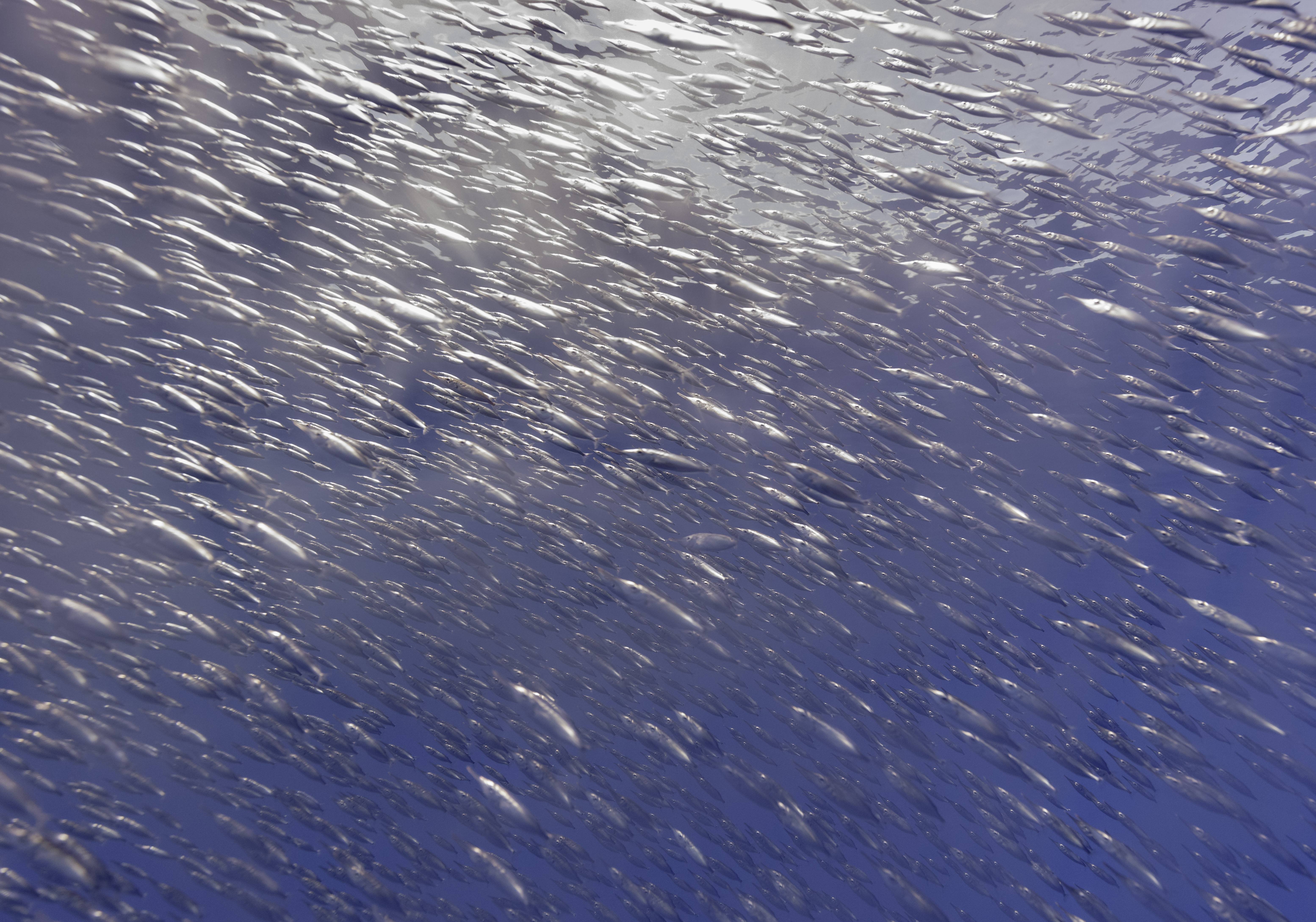
Banco di pesci trombetta

Il suo aspetto è così caratteristico da risultare inconfondibile, infatti, oltre ad un lungo "muso" tubolare che porta all'apice la piccola bocca, simile a quello dei pesci ago o dei cavallucci di mare, questo pesce ha un corpo di proporzioni normali, non filiforme, compresso lateralmente e privo di scaglie. 

L'occhio è piuttosto grande. Le pinne dorsali sono due, arretrate, la prima porta una lunga e robusta spina dentellata, la seconda è assai piccola. L'anale è piccola e così le ventrali mentre le pinne pettorali sono un po' più grandi. La pinna caudale è piccola, con bordo leggermente concavo. Il corpo è armato di alcune placce ossee cutanee protettive.

Il colore è uniformemente argenteo con sfumature rosee.

Raggiunge solo eccezionalmente i 20 cm.

## Alimentazione
Si ciba di piccolissimi invertebrati che cattura sul fondo.

## Riproduzione
Avviene in inverno, le uova sono pelagiche, riunite in masse gelatinose. I giovanili sono argentei e fanno vita pelagica fino ad una lunghezza di circa 4 cm.

## Biologia
È una specie gregaria che vive in grandi branchi. Quando sono nel loro ambiente questi pesci hanno una caratteristica postura con il muso verso il basso.

## Pesca
Occasionale con reti a strascico, il valore alimentare è nullo.